# Momotus subrufescens
Momotus subrufescens là một loài chim trong họ Momotidae.